# Sidi Boussaid
Sidi Boussaid (în arabă سيدي بوسعيد) este o comună din provincia Mascara, Algeria.
Populația comunei este de 4.483 de locuitori (2008).